# Miss England I
Il Miss England I è un'imbarcazione da competizione, capostipite della serie Miss England.

## La storia
Il 29 marzo del 1927, a Miami, avvenne il primo incontro tra il britannico Henry Segrave, tre volte detentore del record di velocità su terra e l'americano Gar Wood, più volte detentore del record di velocità su acqua. Wood, in quell'occasione, sfidò Segrave a dimostrare la sua abilità anche sull'acqua. Il pilota britannico raccolse la sfida, e decise quindi di progettare un motoscafo in grado di battere Gar Wood. Il progetto fu finanziato da Lord Wakefield, ricco industriale appassionato di record di velocità. La costruzione dell'imbarcazione fu affidata alla Power Boat Company.

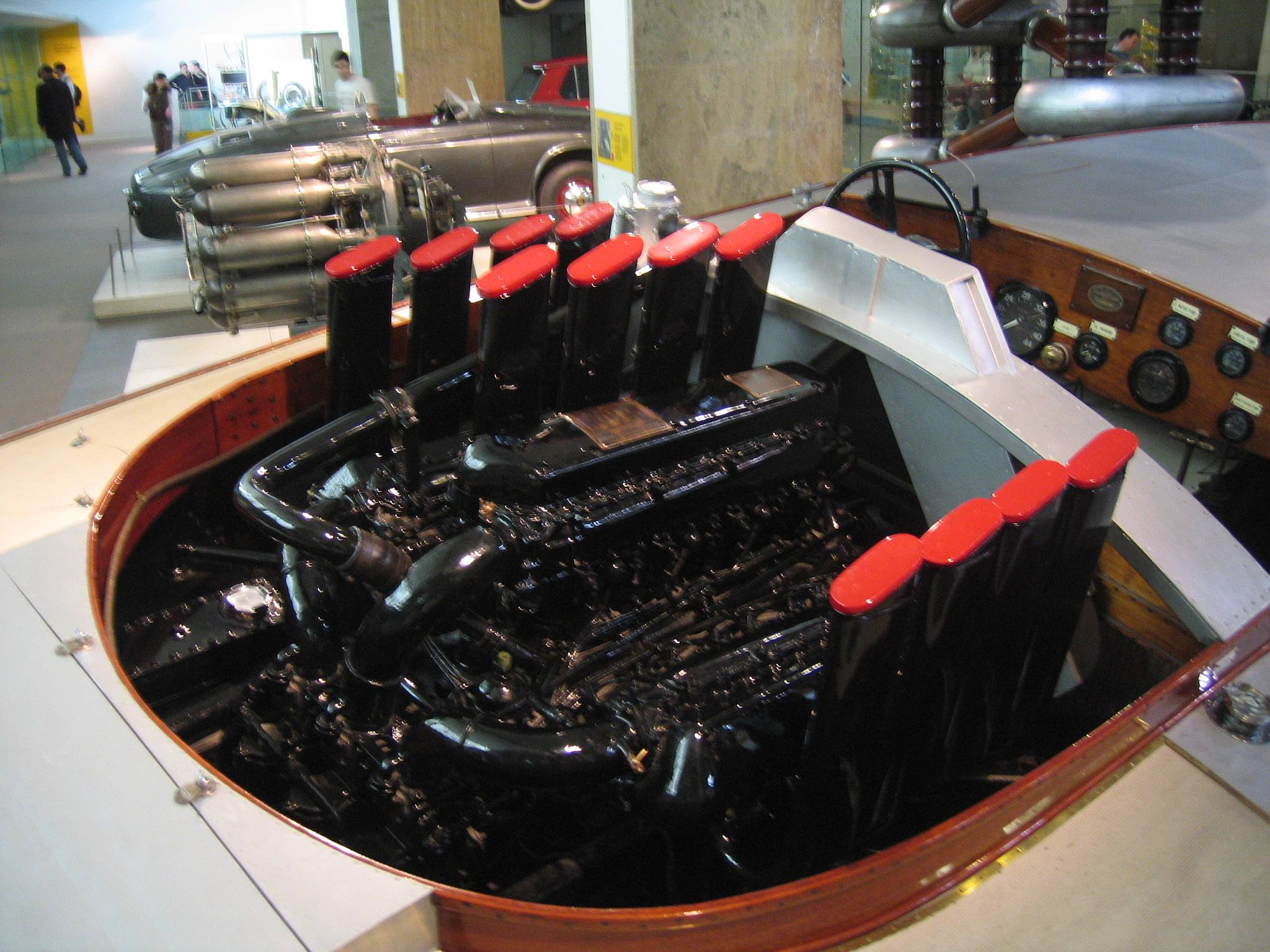
Il motore.

## Caratteristiche tecniche
Il Miss England I montava un motore aeronautico Napier Lion W12, con tre bancate da quattro cilindri ciascuna. La potenza erogata era di circa 900 CV. Lo scafo, grazie alla costruzione avanzata, era particolarmente leggero e flessibile.
La cabina di pilotaggio era in posizione centrale, davanti al motore. Questa configurazione venne criticata per la sua pericolosità dallo stesso Wood, ma Segrave sostenne che preferiva così piuttosto che essere accecato dai gas di scarico.

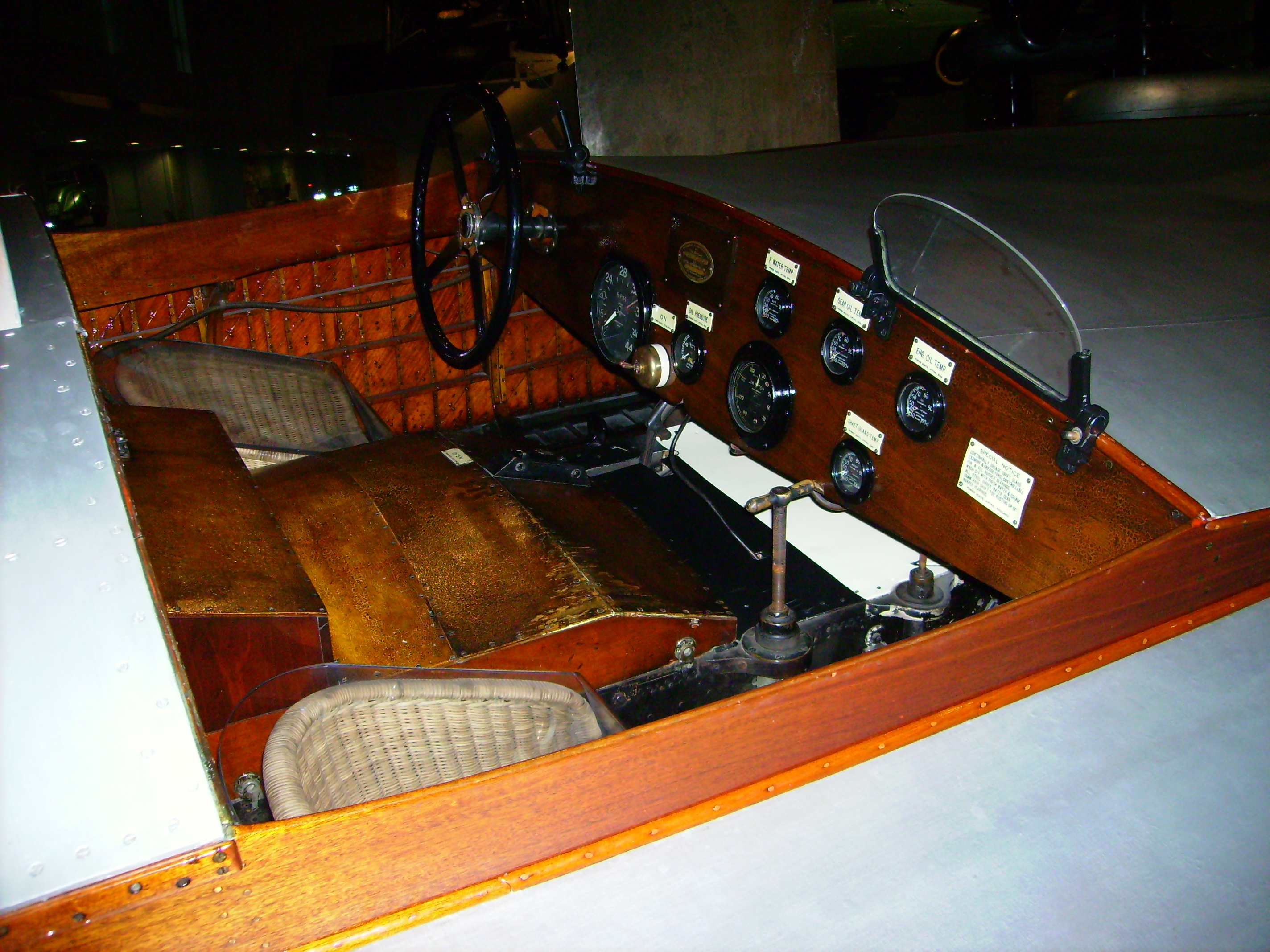
La cabina di pilotaggio.

## L'Harmsworth Cup
La sfida tra Henry Segrave e Gar Wood si doveva svolgere all'Harmsworth Cup del 1929. 
Poco prima di tale data, ebbe luogo il primo test, eseguito dal pilota britannico insieme al suo avversario, desideroso di vedere le doti del Miss England I. In quell'occasione emersero alcuni difetti dell'imbarcazione, in particolare l'eccessiva larghezza delle eliche e un cattivo design del timone. La partecipazione del Miss England I venne messa in dubbio, ma in aiuto di Segrave giunse lo stesso Wood. Il pilota statunitense inviò la sua squadra di meccanici, insieme ad eliche e timone nuovi, che migliorarono le prestazioni dell'imbarcazione britannica. 
Segrave si presentò all'Harmsworth Cup, insieme al Miss England I, mentre Wood avrebbe gareggiato con il Miss America VII.
La gara si svolgeva in due manche, a distanza di alcuni giorni una dall'altra. Dopo una discussione faccia a faccia tra Segrave e Wood, quest'ultimo concedette la pole position all'avversario. Alla partenza, il Miss America VII superò il Miss England I, investendolo con la sua scia. L'acqua sollevata dall'imbarcazione americana accecò Segrave per alcuni attimi. Wood fu però fermato dal cedimento del cavo di trasmissione, corroso dalla salsedine lasciando la vittoria della prima manche all'avversario. La seconda gara fu vinta da Gar Wood, ma Segrave, arrivando secondo, vinse ai punti l'Harmsworth Cup. 
In seguito, il Miss England I, con Segrave alla guida, stabilì un record di velocità per imbarcazioni monomotore, raggiungendo le 91,91 mp/h (147,88 km/h). Il pilota britannico era deciso a conquistare il record assoluto di velocità sull'acqua, ma il Miss England I non era abbastanza potente. Segrave iniziò quindi la costruzione di una nuova imbarcazione, il Miss England II.